# Stirellus vana
Stirellus vana är en insektsart som beskrevs av Delong och Rauno E. Linnavuori 1979. Stirellus vana ingår i släktet Stirellus och familjen dvärgstritar. Inga underarter finns listade i Catalogue of Life.